# Latarnia morska Juminda
Latarnia morska Juminda – (est. Juminda tuletorn) latarnia morska usytuowana na półwyspie Juminda w Zatoce Fińskiej, który leży na obszarze Parku Narodowego Lahemaa. Na liście świateł nawigacyjnych Estonii - rejestrze Urzędu Transportu Morskiego (Veeteede Amet) w Tallinnie - ma numer 110.
Pierwsza latarnia morską na półwyspie Juminda została zbudowana w 1931 roku. Światło znajdowało się na wysokości 10 m i błyskało z częstotliwością 150 błysków na sekundę. W 1937 roku zbudowano nową latarnię o wysokości 24 metrów i średnicy 2 metrów i zasięgu światła 8 Mm. W początku lat dziewięćdziesiątych XX wieku latarnia została przebudowana i podwyższona o 8 metrów.